# Liste der Naturschutzgebiete im Kreis Stormarn
Im Kreis Stormarn gibt es 17 Naturschutzgebiete.
| Name des Gebietes                | Bild           | Kennung | WDPA   | Landkreis / Stadt                         | Beschreibung / Bemerkungen | Standort | Fläche in Hektar | Datum der Verordnung |
| -------------------------------- | -------------- | ------- | ------ | ----------------------------------------- | -------------------------- | -------- | ---------------- | -------------------- |
| Ammersbek-Niederung              | weitere Bilder | 187     | 318112 | Kreis Stormarn                            |                            | Position | 349              | 29.05.2002           |
| Billetal                         | weitere Bilder | 122     | 378060 | Kreis Herzogtum Lauenburg, Kreis Stormarn |                            | Position | 176              | 14.08.1987           |
| Brenner Moor                     | weitere Bilder | 92      | 81458  | Kreis Stormarn                            |                            | Position | 24               | 20.10.1978           |
| Hahnheide                        | weitere Bilder | 23      | 30104  | Kreis Stormarn                            |                            | Position | 1450             | 02.03.1938           |
| Hansdorfer Brook                 | weitere Bilder | 106     | 81825  | Kreis Stormarn                            |                            | Position | 275              | 08.07.1981           |
| Heidkoppelmoor und Umgebung      | weitere Bilder | 167     | 163597 | Kreis Stormarn                            |                            | Position | 62               | 11.12.1995           |
| Hoisdorfer Teiche                | weitere Bilder | 47      | 163758 | Kreis Stormarn                            |                            | Position | 42               | 30.05.2013           |
| Höltigbaum                       | weitere Bilder | 183     | 318566 | Kreis Stormarn                            |                            | Position | 286              | 22.01.1998           |
| Moorgebiet Kranika               | weitere Bilder | 131     | 164676 | Kreis Stormarn                            |                            | Position | 97               | 16.12.1993           |
| Mühlenbachtal bei Trittau        |                | 121     | 164722 | Kreis Stormarn                            |                            | Position | 81               | 05.06.1986           |
| Nienwohlder Moor                 | weitere Bilder | 100     | 82250  | Kreis Segeberg, Kreis Stormarn            |                            | Position | 399              | 25.03.1982           |
| Oberalsterniederung              | weitere Bilder | 76      | 82524  | Kreis Segeberg, Kreis Stormarn            |                            | Position | 907              | 07.07.2004           |
| Oberer Herrenteich               | weitere Bilder | 182     | 318876 | Kreis Stormarn                            |                            | Position | 70               | 01.11.1999           |
| Stapelfelder Moor                | weitere Bilder | 166     | 165644 | Kreis Stormarn                            |                            | Position | 16               | 06.11.1995           |
| Stellmoor-Ahrensburger Tunneltal | weitere Bilder | 95      | 82636  | Kreis Stormarn                            |                            | Position | 339              | 16.08.1982           |
| Talwald Hahnenkoppel             | weitere Bilder | 197     | 389616 | Kreis Stormarn                            |                            | Position | 33               | 07.07.2004           |
| Wittmoor                         | weitere Bilder | 109     | 82931  | Kreis Segeberg, Kreis Stormarn            |                            | Position | 106              | 08.10.1981           |

## Quelle
- www.schleswig-holstein.de,Liste Naturschutzgebiete (Version vom Januar 2016)
- Common Database on Designated Areas Datenbank, Version 14